# Jeff Becerra
Jeffrey Benjamin Becerra Sr. (ur. 15 czerwca 1968 w Richmond w stanie Kalifornia) – amerykański wokalista, basista i prawnik. Autor większości tekstów zaliczanej do prekursorów death metalu formacji Possessed. Z zespołem nagrał dwa uznawane za klasyczne dla gatunku albumy Seven Churches (1985) i Beyond the Gates (1986).
W 1989 roku Becerra został wielokrotnie postrzelony podczas napadu rabunkowego. W następstwie muzyk został sparaliżowany od klatki piersiowej w dół. Pomimo kalectwa Becerra występuje poruszając się na wózku inwalidzkim. W 2021 na instagramowym profilu Possesed zostało opublikowane nagranie zatytuowane I walked again for the first time in over 30 years, na którym muzyk po ponad 30 latach zaczął stawiać pierwsze kroki przy pomocy protez. 
Jeden z ulubionych przez muzyka przepisów kulinarnych ukazał się w 2009 roku w książce Hellbent For Cooking: The Heavy Metal Cookbook (Bazillion Points, ISBN 978-0979616372). Ponadto w książce znalazły się przepisy nadesłane przez takich muzyków jak: Mille Petrozza (Kreator), Marcel Schirmer (Destruction), John Tardy (Obituary) czy Andreas Kisser (Sepultura).

## Dyskografia
Albumy
- Possessed - Seven Churches (1985, Relativity Records)
- Possessed - Beyond the Gates (1986, Relativity Records)
- Side Effect - Resurrection (2003, Agonia Records)[6]
- Possessed - Possessed by Evil Hell (2007, DVD, Mutilation Records)

Kompilacje
- Seven Gates of Horror – A Tribute to Possessed (2004, Karmageddon Media)

## Filmografia
- Black Metal: The Music of Satan (2011, film dokumentalny, reżyseria: Bill Zebub)